# عثمان العاقب
عثمان حسن العاقب، لاعب كرة قدم قطري، من مواليد 17 يناير 1991 .

## مسيرة اللاعب
لعب سابقاً مع نادي السيلية ونادي مسيمير.

## روابط خارجية
- عثمان العاقب على موقع Soccerway.com (الإنجليزية)